# Grand Prix Cycliste de Québec 2023
12. ročník jednodenního cyklistického závodu Grand Prix Cycliste de Québec se konal 8. září 2023 v kanadském městě Québec. Vítězem se stal Belgičan Arnaud De Lie z týmu Lotto–Dstny. Na druhém a třetím místě se umístili Novozélanďan Corbin Strong (Israel–Premier Tech) a Australan Michael Matthews (Team Jayco–AlUla). Závod byl součástí UCI World Tour 2023 na úrovni 1.UWT a byl třicátým druhým závodem tohoto seriálu.

## Týmy
Závodu se zúčastnilo všech 18 UCI WorldTeamů, 4 UCI ProTeamy a kanadský národní tým. Týmy Israel–Premier Tech, Lotto–Dstny a Team TotalEnergies dostaly automatické pozvánky jako 3 nejlepší UCI ProTeamy sezóny 2022, první 2 zmíněné týmy svou pozvánku přijaly. Další 2 týmy (Team Novo Nordisk a Tudor Pro Cycling Team) a kanadský národní tým byly pozvány organizátory závodu, Groupe Serdy. Všechny týmy přijely na start se sedmi jezdci kromě týmu Astana Qazaqstan Team s šesti jezdci, celkem se tak na start postavilo 160 závodníků. Do cíle v Québecu dojelo 137 z nich.
UCI WorldTeamy
- AG2R Citroën Team
- Alpecin–Deceuninck
- Arkéa–Samsic
- Astana Qazaqstan Team
- Bora–Hansgrohe
- Cofidis
- EF Education–EasyPost
- Groupama–FDJ
- Ineos Grenadiers
- Intermarché–Circus–Wanty
- Lidl–Trek
- Movistar Team
- Soudal–Quick-Step
- Team Bahrain Victorious
- Team dsm–firmenich
- Team Jayco–AlUla
- Team Jumbo–Visma
- UAE Team Emirates

UCI ProTeamy
- Israel–Premier Tech
- Lotto–Dstny
- Team Novo Nordisk
- Tudor Pro Cycling Team

Národní týmy
- Kanada

## Výsledky
| Pořadí | Jezdec                         | Tým                     | Čas        |
| ------ | ------------------------------ | ----------------------- | ---------- |
| 1      | Arnaud De Lie (BEL)            | Lotto–Dstny             | 4h 47' 36" |
| 2      | Corbin Strong (NZL)            | Israel–Premier Tech     | + 0"       |
| 3      | Michael Matthews (AUS)         | Team Jayco–AlUla        | + 0"       |
| 4      | Alex Aranburu (ESP)            | Movistar Team           | + 0"       |
| 5      | Matej Mohorič (SLO)            | Team Bahrain Victorious | + 0"       |
| 6      | Christophe Laporte (FRA)       | Team Jumbo–Visma        | + 0"       |
| 7      | Alexander Kamp (DEN)           | Tudor Pro Cycling Team  | + 0"       |
| 8      | Marc Hirschi (SUI)             | UAE Team Emirates       | + 0"       |
| 9      | Julian Alaphilippe (FRA)       | Soudal–Quick-Step       | + 0"       |
| 10     | Mattias Skjelmose Jensen (DEN) | Lidl–Trek               | + 0"       |